# فاي (أورن)
فاي هي بلدية في أورن في شمال غرب فرنسا.